# Hindenburg Research
Hindenburg Research LLC est une société de recherche en investissement axée sur la vente à découvert activiste fondée par Nathan Anderson en 2017, basée à New York. Nommé d'après la catastrophe de Hindenburg de 1937, qu'ils caractérisent comme une catastrophe évitable d'origine humaine, l'entreprise publie des rapports via son site Web qui allèguent des fraudes et des malversations d'entreprise. Les entreprises qui ont fait l'objet de leurs rapports incluent Adani Group, Nikola, Clover Health, Kandi, et Lordstown Motors . Ces rapports présentent également des défenses de la pratique de la vente à découvert et comment elles "jouent un rôle essentiel dans la révélation de la fraude et la protection des investisseurs" tout en détenant des positions courtes dans l'entreprise avant de publier des rapports.

## Historique
En janvier 2025, Nathan Anderson annonce vouloir dissoudre le fonds spéculatif qu'il a créé.

## Opérations
En règle générale, Hindenburg Research prépare son rapport d'enquête sur une entreprise cible en six mois ou plus en parcourant ses archives publiques et ses documents internes, ainsi qu'en discutant avec ses employés. Le rapport est ensuite diffusé aux associés commanditaires de Hindenburg, qui, avec Hindenburg, prennent une position courte dans la société cible. Hindenburg prend des bénéfices si le cours de l'action de la société cible baisse.

## Recherche notable

### Rapport Nikola
En septembre 2020, Hindenburg Research a publié un rapport sur Nikola Corporation qui comprenait des allégations selon lesquelles l'entreprise serait "une fraude complexe construite sur des dizaines de mensonges" et a fait valoir que son fondateur, Trevor Milton, était responsable d'une grande partie des activités frauduleuses. À la suite de la publication du rapport, les actions de Nikola ont chuté de 40%  et une enquête de la Securities and Exchange Commission (SEC) a été ouverte. Alors que Milton a d'abord contesté les allégations, il a ensuite démissionné de son poste de président exécutif et a finalement été reconnu coupable de fraude par fil et sur valeurs mobilières. En novembre 2020, Nikola a déclaré qu'ils avaient "encouru des dépenses importantes en raison des questions réglementaires et juridiques liées au rapport Hindenburg".

### Rapport sur Clover Health et Chamath Palihapitiya
Hindenburg a publié un rapport sur le plan Medicare Advantage Clover Health en février 2021, affirmant que la société avait omis d'informer les investisseurs qu'elle faisait l'objet d'une enquête par le ministère de la Justice. Le rapport a également fait valoir que le promoteur d'actions milliardaire et entrepreneur Chamath Palihapitiya avait négligé de faire preuve de diligence raisonnable et avait trompé les investisseurs en introduisant la société en bourse via une société d'acquisition à vocation spéciale. Hindenburg a révélé qu'il n'avait aucune position courte ou longue sur Clover. Immédiatement après sa publication, Clover Health a rejeté les accusations du rapport et a également déclaré avoir reçu un avis de la SEC.

### Rapport du groupe Adani
En janvier 2023, Hindenburg a révélé qu'il avait des positions courtes sur le groupe indien Adani et a signalé des problèmes de dette et de comptabilité. Parallèlement, Hindenburg a publié un rapport affirmant que le conglomérat indien Adani Group "s'est engagé dans un stratagème éhonté de manipulation d'actions et de fraude comptable au cours des décennies" . Peu de temps après la publication du rapport, les sociétés du groupe Adani ont connu une forte baisse du cours de leurs actions. Dans un article de suivi, The Guardian a indiqué que Hindenburg avait appelé le groupe Adani à poursuivre s'il estimait que le rapport était inexact.

## Autres efforts
Hindenburg a également publié des rapports concernant l'opérateur de paris en ligne DraftKings , la société de centrales géothermiques Ormat Technologies, la société de voitures électriques Mullen Technologies , et une société chinoise de blockchain et de cryptominage nommée SOS. Dans la période 2020 à 2020 c'est presque une vingtaine de rapports qui sont publiés.
En octobre 2021, Hindenburg a annoncé une récompense de 1 million de dollars pour des informations sur la façon dont la crypto-monnaie Tether est réellement indexée sur le dollar américain et pour des connaissances sur les dépôts de Tether. Hindenburg a ajouté qu'à l'époque, ils ne possédaient aucune position dans une crypto-monnaie.
En mai 2022, Hindenburg a pris une position courte sur Twitter, Inc. à la suite de l'annonce de l'acquisition de Twitter par Elon Musk. Après la tentative de résiliation de l'accord par Musk, Hindenburg a pris une position longue significative sur Twitter en pariant contre Musk sur la clôture de l'acquisition.